# Bibircses bíbic
A bibircses bíbic vagy indiai bíbic (Vanellus indicus) a madarak osztályának lilealakúak (Charadriiformes) rendjébe, ezen belül a lilefélék (Charadriidae) családjába tartozó faj.

## Rendszerezése
A fajt Pieter Boddaert holland ornitológus írta le 1783-ban, a Tringa nembe  Tringa Indica néven.  Sorolják a Hoplopterus nembe Hoplopterus indicus néven is.

## Alfajai
- Vanellus indicus aigneri (Laubmann, 1913)
- Vanellus indicus atronuchalis (Jerdon, 1864)
- Vanellus indicus indicus (Boddaert, 1783)
- Vanellus indicus lankae (Koelz, 1939)[1]

## Előfordulása
Oroszország, Törökország, Türkmenisztán, Afganisztán, Bahrein, Banglades, Bhután, Kambodzsa, Kína, India, Indonézia, Irán, Irak, Izrael, Kuvait, Laosz, Malajzia, Mianmar, Nepál, Omán, Pakisztán, Szaúd-Arábia, Szingapúr, Srí Lanka, Thaiföld, az Egyesült Arab Emírségek és Vietnám területén honos.
Természetes élőhelyei a szubtrópusi vagy trópusi füves puszták, mocsarak, folyók és patakok környékén, valamint szántóföldek és vidéki kertek. Állandó nem vonuló faj.

## Megjelenése
Testhossza 35 centiméter, szárnyhossza 80-81 centiméter, testtömege 110-230 gramm.
|  |  |

## Életmódja
Valószínűleg rovarokkal és puhatestűekkel táplálkozik.

## Szaporodása
|  |

## Természetvédelmi helyzete
Az elterjedési területe rendkívül nagy, egyedszáma viszont ismeretlen. A Természetvédelmi Világszövetség Vörös listáján nem fenyegetett fajként szerepel.